# Meşale Tolu
 
Meşale Tolu Çorlu (* 1984 in Ulm als Meşale Tolu [mɛʃɑːˈlɛ tɔlu]) ist eine deutsche Journalistin und Übersetzerin.

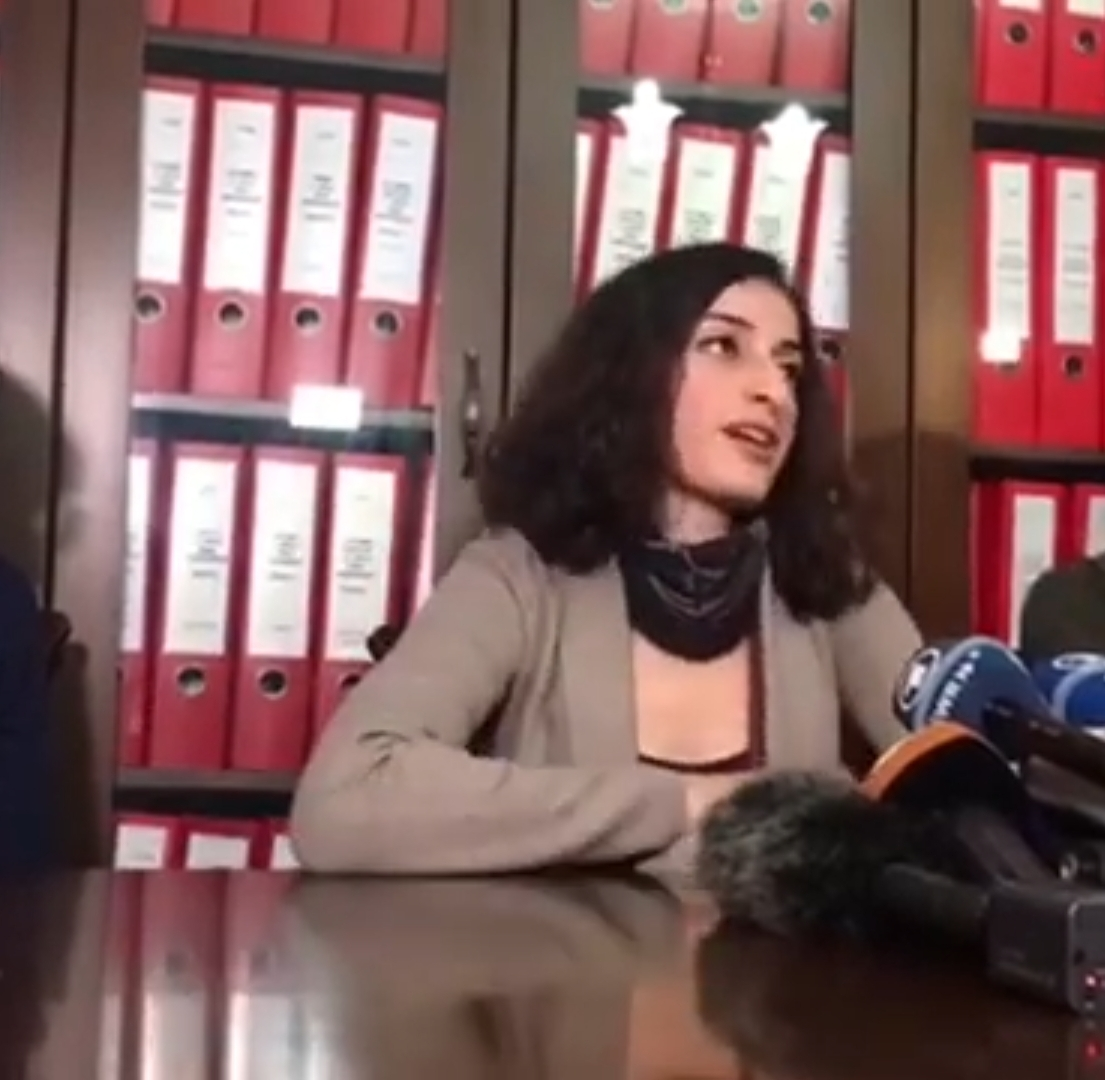
Meşale Tolu äußert sich zur internationalen Solidarität während ihrer Haft (2017)

 Mitte Mai 2017 wurde publik, dass  Ende April 2017 in der Türkei im Rahmen ihrer Pressetätigkeit festgenommen worden war, ohne dass deutsche Behörden hierüber informiert wurden. Ihr Schicksal und das anderer in der Türkei inhaftierter Journalisten ist Gegenstand medialer Berichterstattung und diplomatischer Aktivitäten. Am 11. Oktober 2017 begann ihr Gerichtsprozess. Am 18. Dezember 2017 wurde sie unter Auflagen aus der Haft entlassen. 2018 konnten sowohl Meşale Tolu als auch ihr Ehemann Suat Çorlu die Türkei Richtung Deutschland verlassen. Im Januar 2022 wurden Tolu und ihr Mann von einem Gericht in Istanbul freigesprochen.

## Leben
Meşale Tolu wuchs in Ulm auf und legte ihr Abitur am dortigen Anna-Essinger-Gymnasium ab. Zehn Jahre vor ihrer Geburt war ihr Vater, der Automechaniker Ali Rıza Tolu, seinen damals bereits einige Jahre in Ulm lebenden Eltern nachgezogen. Tolus Familie ist kurdischer Herkunft. Ihre Mutter starb 1990 bei einem Verkehrsunfall während eines Urlaubsaufenthalts in der Türkei. Tolu studierte Ethik und Spanisch für das Lehramt an Gymnasien an der Goethe-Universität Frankfurt am Main. 2007 erhielt sie die deutsche Staatsbürgerschaft und legte zugleich ihre türkische Staatsbürgerschaft ab. Ende 2014 wurden Tolu und ihr Mann Suat Çorlu Eltern eines Sohnes.
Ab 2014 berichtete sie für den privaten Radiosender Özgür Radyo in Istanbul. Der Sender wurde nach dem Putschversuch im Juli 2016 per Regierungsdekret geschlossen. Außerdem war sie als Übersetzerin für die Nachrichtenagentur ETHA tätig.
Nach Angaben ihrer Anwältin Kader Tonc sowie ihres Bruders Hüseyin Tolu reiste sie vor ihrer Verhaftung nur hin und wieder in die Türkei, um als Übersetzerin und Reporterin zu arbeiten. Vor ihrer Verhaftung sei sie etwa drei Monate in der Türkei gewesen.

### Inhaftierung in der Türkei
Am 10. Mai 2017 erschienen erste Berichte in deutschen Medien, dass eine türkische Antiterroreinheit am 30. April 2017 morgens gegen 4:30 Uhr Ortszeit gewaltsam in ihre Wohnung im Istanbuler Stadtteil Kartal eingedrungen war und sie – laut Presseberichten vor den Augen ihres zweijährigen Sohnes – festgenommen hatte. Eine Kollegin sagte zu Reportern, Tolu sei gezwungen worden, ihr Kind bei ihr unbekannten Nachbarn abzugeben. Tolus Wohnung sei anschließend verwüstet gewesen. Ihr wurde „Terrorpropaganda“ und „Mitgliedschaft in einer Terrororganisation“ vorgeworfen. Nach Gülhan Kaya, einer der Anwältinnen, die sich den Fall ansahen, war einer der „Beweise“ gegen sie, zu den rund 2000 Teilnehmern an der Beerdigung von Sirin Öter und Yeliz Erbay gezählt zu haben. Beide waren MLKP-Mitglieder, die 2015 von Polizeikräften bei einem Einsatz in Istanbul getötet worden waren. Nach Angaben ihres Vaters habe die Staatsanwaltschaft Tolu als Indizien Fotos vorgelegt, die sie auf einer Gedenkveranstaltung für eine 2015 in Syrien getötete deutsche Kämpferin der kurdischen Miliz YPG zeigen sollen. Tolu gab an, als Journalistin über die Veranstaltung berichtet zu haben.
Laut Martin Schäfer, Sprecher des Auswärtigen Amts, hat die Türkei völkerrechtswidrig die deutsche Regierung nicht über den Fall informiert. Die Türkei sei ihrer Verpflichtung nicht nachgekommen, „die deutsche Seite unverzüglich über die Verhaftung der Übersetzerin zu informieren und eine konsularische Betreuung zu ermöglichen“. Dies sei ein Verstoß gegen das Wiener Übereinkommen über konsularische Beziehungen. Das Auswärtige Amt arbeite „mit Hochdruck“ daran, „so schnell wie möglich Zugang zu Mesale Tolu zu bekommen“.
Tolus Ehemann, der Journalist Suat Çorlu, war bereits am 5. April 2017 in Ankara verhaftet worden. Er war wegen angeblicher Mitgliedschaft in der MLKP in den Strafvollzugsanstalten Silivri in Untersuchungshaft und konnte 2019 aus der Türkei ausreisen.
Nach Angaben ihres Bruders Hüseyin Tolu wurde der Familie der Zugang zu Tolu, die im Frauengefängnis in Bakırköy inhaftiert war, zunächst verwehrt. Laut Pressemeldungen vom 15. Mai 2017 durfte Tolus Vater seine Tochter im Gefängnis besuchen, wobei er seiner Tochter deren Sohn übergab, der bei ihr im Gefängnis bleiben sollte. Zuvor befand sie sich laut Medienberichten mindestens sechs Tage im Hungerstreik.
Nach zwei Monaten Haft durften erstmals deutsche Diplomaten Tolu besuchen; sie äußerten nach einem 90-minütigen Gespräch, es gehe ihr „den Umständen entsprechend gut“. Nach Angaben von Baki Selcuk, dem Sprecher des Solidaritätskreises „Freiheit für Meşale Tolu“, befanden sich Tolu und ihr zweijähriger Sohn gemeinsam mit 24 weiteren Frauen in einer Zelle. Einwegwindeln standen nicht zur Verfügung, der Besuch einer Spielecke im Gefängnis war Tolu untersagt. Am 12. Juli 2017 wurde bekannt, dass die Staatsanwaltschaft Anklage erhoben habe; die Anklageschrift lag Tolus Anwältin nicht vor. Das Gericht musste innerhalb von zwei Wochen einen Gerichtstermin festsetzen, der aber einige Monate in der Zukunft liegen konnte.
Anfang August 2017 berichteten Medien, der Prozess gegen Meşale Tolu solle am 11. Oktober 2017 beginnen. Die türkische Staatsanwaltschaft forderte laut Medienberichten wegen „Terrorpropaganda“ und „Mitgliedschaft in einer Terrororganisation“ 15 Jahre Haft. Der Tagesspiegel schrieb dazu: „Übertragen auf Deutschland, würde das die Verhaftung auch von ,Tagesspiegel’-Kollegen bedeuten, wenn sie im Januar über die Demonstrationen der Linken und versprengten Alt-DDRler zu Ehren von Karl Liebknecht und Rosa Luxemburg berichten.“

Am 23. August 2017 entschied das zuständige Gericht in Istanbul bei einer routinemäßigen Haftprüfung, dass Meşale Tolu in Haft bleiben musste. Das Gericht begründete die Entscheidung laut Tolus Anwalt mit einer möglichen Fluchtgefahr und einer noch nicht abgeschlossenen Beweissammlung. Am 11. Oktober 2017 begann in Silivri, nahe Istanbul, der Gerichtsprozess gegen Tolu. Ihr wurde u. a. die Teilnahme an vier Veranstaltungen vorgeworfen, bei einer davon soll Tolu ein MLKP-Banner getragen haben. In ihrer Wohnung soll angeblich Propagandamaterial gefunden worden sein.
Tolu wies am ersten Verhandlungstag die gegen sie erhobenen Terrorvorwürfe zurück. Sie kritisierte die Einschränkung der Pressefreiheit in der Türkei seit dem Putschversuch im Juli 2016 und sagte, das angebliche Propagandamaterial sei eine legal zu erwerbende Zeitschrift gewesen. Auch übte sie Kritik an der langen Untersuchungshaft und den Haftbedingungen.
Am 18. Dezember 2017 wurde Meşale Tolu aus der Haft entlassen. Fünf weitere Inhaftierte sollten ebenfalls auf freien Fuß kommen. Allerdings erließ das Gericht gegen alle sechs Angeklagten eine Ausreisesperre. Zunächst hatte die Polizei ihre Abschiebung verfügt. Bei einem nach Angaben von Reporter ohne Grenzen bereits im Dezember festgelegten Anhörungstermin am 26. April 2018, an dem auch der deutsche Botschafter Martin Erdmann teilnahm, wurde Tolu zwar von ihrer wöchentlichen Meldepflicht bei der Polizei entbunden; die Fortsetzung des Verfahrens gegen sie und ihren Ehemann wurde aber erst für den 16. Oktober 2018 angesetzt. Tolus Forderung, ihr die Ausreise zurück nach Deutschland zu gestatten, damit „mein Kind in dem Land, aus dem ich komme, in den Kindergarten“ gehen könne, wurde bei der Anhörung nicht stattgegeben.

### Rückkehr nach Deutschland
Am 20. August 2018 wurde bekannt, dass Tolu nach Deutschland ausreisen dürfe. Am 26. August landete Tolu auf dem Flughafen Stuttgart. In einer Pressekonferenz nach der Landung sagte sie am selben Tag, sie könne sich nicht darüber freuen, da in der Türkei Hunderte Journalisten, Oppositionelle, Anwälte und Studenten noch immer in Haft seien. Auch ihr Ehemann war zu diesem Zeitpunkt noch von einem Ausreiseverbot betroffen; dieses wurde im Oktober desselben Jahres von einem türkischen Gericht aufgehoben.
Ab dem 17. Juni 2019 absolvierte die damals 34-Jährige ein crossmediales Volontariat bei der Schwäbischen Zeitung sowie schwäbische.de und bei Regio TV Schwaben. Ziel ist, eine fundierte Ausbildung im deutschsprachigen Regional- und Lokaljournalismus nachweisen zu können. Für die Regionalzeitung zählt, dass sie bereits Erfahrung mitbringt, aus der Gegend stammt sowie „durch ihren familiären Hintergrund interessante Perspektiven in den redaktionellen Alltag einbringt“.
Im September 2021 forderte die türkische Staatsanwaltschaft im Prozess gegen Tolu Freispruch in allen Anklagepunkten. Auch für die restlichen Mitangeklagten forderte die Staatsanwaltschaft im Anklagepunkt der Mitgliedschaft in einer Terrororganisation Freispruch. Sie forderte jedoch Strafen gegen Tolus Ehemann, Suat Çorlu. Am 17. Januar 2022 wurden sowohl Meşale Tolu als auch ihr Ehemann vom Gericht freigesprochen.

## Reaktionen auf die Verhaftung
- Der Deutsche Journalisten-Verband forderte die türkische Justiz auf, die deutsche Journalistin sofort auf freien Fuß zu setzen, und sprach von einem „dreisten Willkürakt der türkischen Autokratie gegen die freie Presse.“[43]
- Cem Özdemir, Bundesvorsitzender der Partei Bündnis 90/Die Grünen, forderte Tolus sofortige Freilassung.[44]
- Die Linken-Politikerin Sevim Dağdelen forderte Bundesaußenminister Sigmar Gabriel (SPD) auf, gegenüber der türkischen Botschaft „gegen den neuerlichen willkürlichen Angriff auf deutsche Pressevertreter“ zu protestieren.[8]
- Bei einer Kundgebung am 12. Mai 2017 in der Ulmer Fußgängerzone demonstrierten rund 150 Menschen für Tolus Freilassung,[45] die Polizei verhinderte Störversuche durch einige Anhänger von Recep Tayyip Erdoğan.[46]
- Der baden-württembergische Justizminister Guido Wolf bat den türkischen Generalkonsul in Stuttgart um ein persönliches Gespräch in der Angelegenheit.[47]
- Auch an anderen Orten (Köln, Nürnberg, Kiel) wurde für die Freilassung Tolus demonstriert.[16]
- Der Ulmer Gemeinderat und der Neu-Ulmer Stadtrat verabschiedeten im Juni 2017 eine gemeinsame Erklärung. Darin fordern sie die Achtung der Pressefreiheit sowie ein faires, rechtsstaatliches Verfahren für Tolu.[48]
- Schulleitung, Elternbeirat und Lehrer des Ulmer Anna-Essinger-Gymnasiums sprachen sich Ende Mai 2017 in einer Presseerklärung für eine rechtsstaatliche Behandlung und die Freilassung Tolus aus.[49]
- Am 7. Oktober 2017 fand im Ulmer Kornhaus eine Solidaritätsveranstaltung für Tolu statt. Schirmherr war der Ulmer Oberbürgermeister Gunter Czisch.[50] Er forderte die türkischen Behörden auf, Tolu sofort freizulassen.[51]
- Der Österreichische Journalisten Club hat Tolu den  Dr. Karl Renner Solidaritätspreis für Publizistik 2017 zuerkannt.[52]
- Ende 2017 wurde eine Online-Petition gestartet, mit der die Bundesregierung und das Auswärtige Amt darum gebeten wurde, nachdrücklich die Freilassung für Tolu und die Einstellung des Verfahrens zu fordern.[53][54] Bis Ende 2018 wurde die Petition von 112.537 Unterstützern unterzeichnet.[55]

## Werke
- „Mein Sohn bleibt bei mir!“ Als politische Geisel in türkischer Haft – und warum es noch nicht zu Ende ist. Rowohlt Taschenbuch, 2019.